# Wielka Żytawska Zasłona Wielkopostna

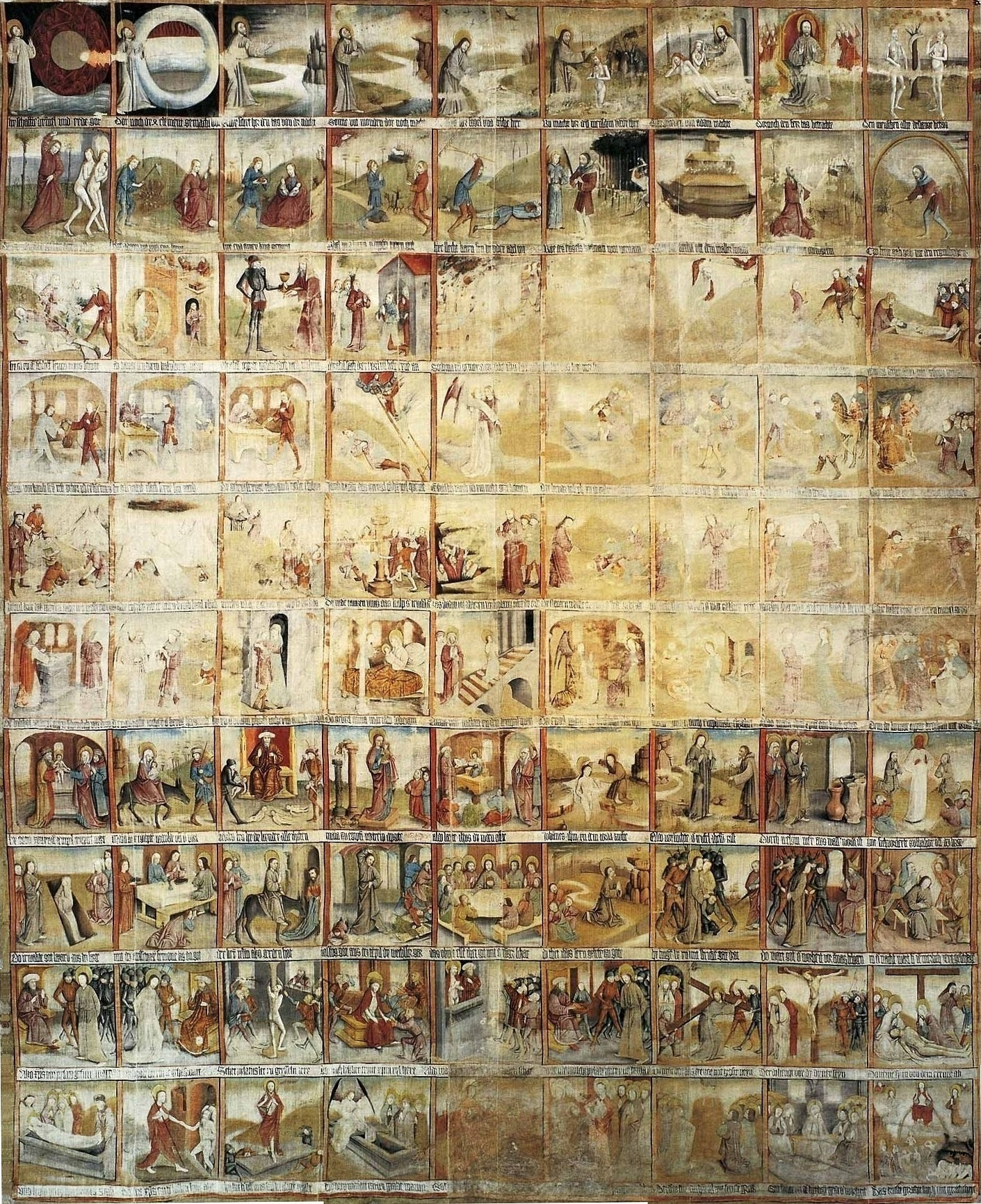
Zasłona – stan współczesny

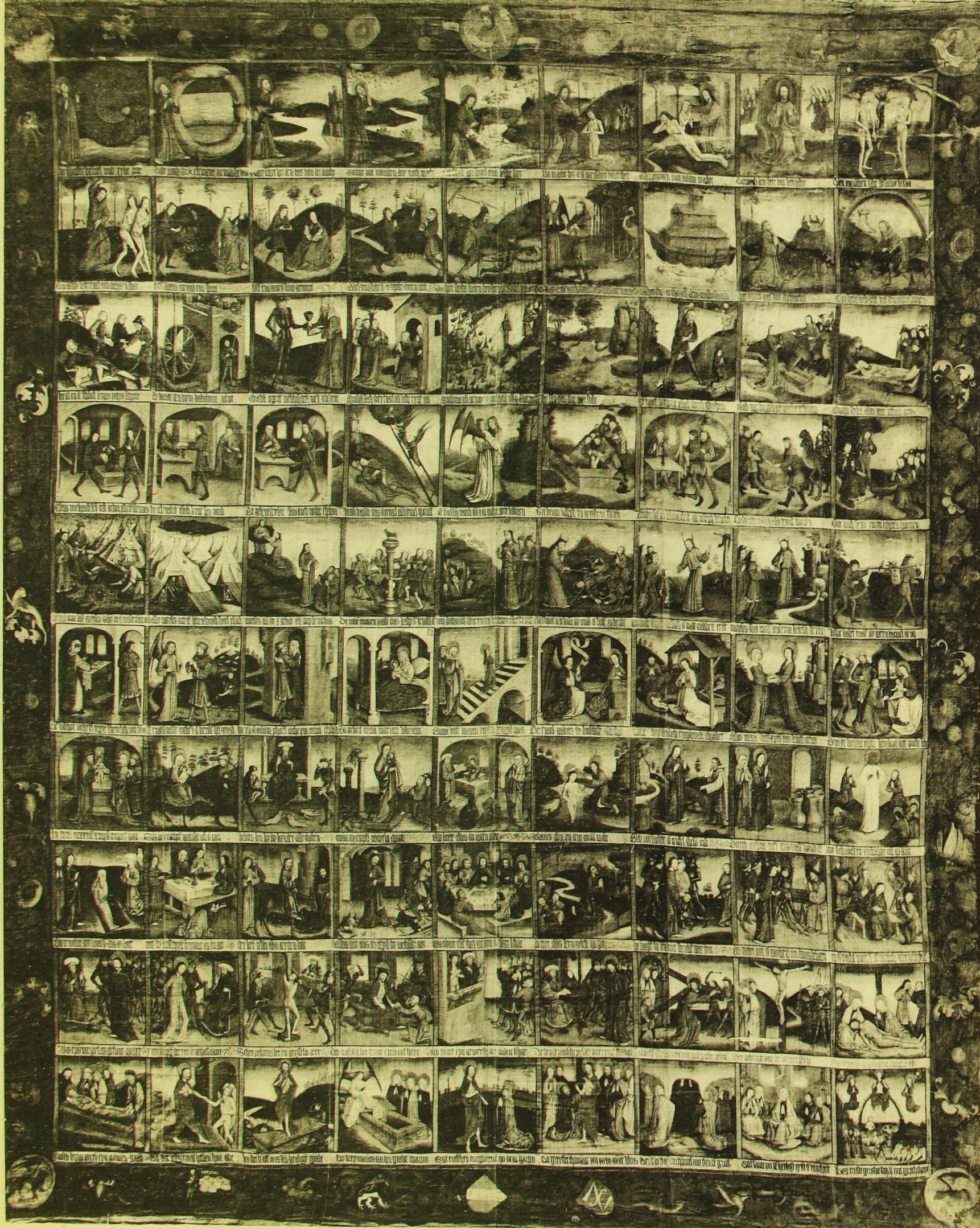
Zasłona przed uszkodzeniem – na fotografii z 1907 r.

Wielka Żytawska Zasłona Wielkopostna (niem. Großes Zittauer Fastentuch) – płótno postne eksponowane w Żytawie w dawnym kościele Świętego Krzyża.
W Żytawie, w Städtische Museen Zittau (dawn. klasztor franciszkanów) znajduje się także Mała Żytawska Zasłona Wielkopostna (niem. Kleines Zittauer Fastentuch) z 1573 r., o powierzchni 15 m². 

## Historia
Sukna postne –  łac. vela quadragesimalia – okrywały od czasów średniowiecza w ciągu 40 dni postu chór lub ołtarze kościołów. Od Środy Popielcowej do Wielkiego Tygodnia odmawiano wiernym widoku Najświętszego Sakramentu. Ten zwyczaj liturgiczny, przetrwał w niektórych regionach do dziś (Alpy). Z biegiem czasu przykrycia ołtarza stały się „Bibliami rysunkowymi”.
Żytawskie płótno postne pochodzi z 1472 r. Zostało ofiarowane kościołowi św. Jana przez kupca Jakoba Gurtlera i była używana do 1672 r. Później zasłona popadła w zapomnienie; sądzono, że uległa zniszczeniu w trakcie jednego z wielkich pożarów miasta. W 1840 r. odkryto ją zupełnie przypadkowo za regałem z książkami w ratuszowej bibliotece w Żytawie. Od 1842 do 1876 r. była elementem wystawy Saksońskiego Stowarzyszenia Antycznego w Dreźnie. Po powrocie do Żytawy była sześciokrotnie eksponowana do 1945 r.
W czasie II wojny światowej sukno trafiło do piwnic klasztoru na Oybinie. Tam odkryli je w lipcu 1945 r. radzieccy żołnierze i używali go jako przykrycie łaźni. Częściowo wypłowiałe i podarte powróciło do Żytawy, gdzie było przechowywane w magazynie muzeum do 1990 r. W latach 1994–1995 w pracowni Fundacji Abegg w Riggisberg w Szwajcarii poddano je renowacji. Ze znalezionych 17 części sukna stworzono jedną całość.
Płótno lniane ma 8,20 m długości i 6,80 m szerokości. Składa się z 6 pasów zszytych ze sobą jeszcze przed pomalowaniem. Farbami temperowymi stworzono na nim 90 obrazów ze Starego i Nowego Testamentu. Sceny rozpoczynają się stworzeniem świata na pierwszym obrazie, a kończą sądem ostatecznym na ostatnim, dziewięćdziesiątym. Nowy i Stary Testament zostały zilustrowane każdy 45 obrazami. Pierwszy rząd przedstawia historię stworzenia świata aż do grzechu pierworodnego. Przejście ze Starego do Nowego Testamentu znajduje się w 6 rzędzie i przedstawia historię rodziców Marii. Wraz z 3 obrazem w 8 rzędzie – wejściem do Jerozolimy – rozpoczyna się zgodnie z przeznaczeniem sukna przedstawienie historii pasyjnej. Wszystkim obrazom towarzyszy tekst.
Na obwodzie płótna znajduje się przedstawienie Mojżesza, czterech Ewangelistów, herbów i podobizn fundatora. Od 12 czerwca 1999 r. płótno jest eksponowane w kościele Świętego Krzyża.

## Układ przedstawień
- I rząd
  1. Stworzenie nieba i ziemi
  2. Stworzenie czterech żywiołów (ziemia, woda, powietrze i ogień)
  3. Oddzielenie dnia od nocy
  4. Bóg stwarza słońce i księżyc
  5. Stworzenie ptaków i ryb
  6. Stworzenie mężczyzny i zwierząt
  7. Bóg stworzył Ewę z żebra Adama
  8. Dzień odpoczynku
  9. Grzech pierworodny
- II rząd
  1. Wypędzenie z Raju
  2. Adam karczuje ziemię, Ewa przędzie
  3. Ewa z dwojgiem dzieci
  4. Abel i Kain ofiarowują Bogu płody ziemi i hodowli
  5. Kain zabija Abla
  6. Noe otrzymuje wiadomość przez anioła od Boga
  7. Arka Przymierza niesiona przez wodę
  8. Noe składa Bogu w ofierze ptaki
  9. Bóg zsyła Noemu tęczę, symbol przymierza
- III rząd
  1. Cham naśmiewa się z ojca
  2. Mieszkańcy Szinear wznoszą wieżę Babel
  3. Melchizedek podaje Abrahamowi wino i chleb
  4. Abraham widzi trzech aniołów i modli się
  5. Sodoma i Gomora zostaje zniszczona
  6. Martwe morze ciszy
  7. Abraham składa Izaaka w ofierze
  8. Sługa Abrahama stara się o Rebekę dla jego syna Izaaka
  9. Abraham umiera i jest opłakiwany
- IV rząd
  1. Ezaw sprzedaje pierworództwo za chleb i miskę soczewicy
  2. Izaak błogosławi swego syna Jakuba
  3. Ezaw domaga się błogosławieństwa
  4. Jakub śni o przyjściu aniołów z nieba
  5. Jakub nie pozwala aniołowi odejść – toczy z nim walkę
  6. Bracia wrzucają Józefa do studni
  7. Bracia podają ojcu krwawy kaftan Józefa
  8. Bracia sprzedają Józefa
  9. Bracia Józefa idą do Egiptu
- V rząd
  1. Mojżesz zbiera mannę daną z nieba przez Boga
  2. Mojżesz łapie ptaki gołymi rękami
  3. Mojżesz dostaje tablice z dziesięciorgiem przykazań i daje swojemu ludowi
  4. Żydzi tańczą wokół złotego cielca
  5. Ziemia pochłania Datana i Abirama
  6. Węże pokąsały Izraelitów za ich grzechy
  7. Kto popatrzył na węża z brązu został uzdrowiony
  8. Mojżesz powoduje wypłynięcie wody ze skały
  9. Jozue niesie na drągu duże winogrono
- VI rząd
  1. Najwyższy kapłan stęskniony odwiedza Joachima
  2. Anioł pociesza Joachima i pasterzy
  3. Joachim spotyka Annę przy Złotej Bramie
  4. Anna rodzi Marię
  5. Wstąpienie Marii do świątyni
  6. Zwiastowanie
  7. Maria rodzi Jezusa
  8. Nawiedzenie świętej Elżbiety
  9. Trzej Królowie
- VII rząd
  1. Ofiarowanie Jezusa w świątyni
  2. Ucieczka do Egiptu
  3. Herod nakazuje rzeź niewiniątek
  4. Maria obala w Egipcie pogańskie bóstwa
  5. Józef szykuje się do powrotu do Judei
  6. Jan Chrzciciel chrzci Jezusa w Jordanie
  7. Jezus kuszony na Pustyni
  8. Cud w Kanie Galilejskiej
  9. Przemienienie Pańskie
- VIII rząd
  1. Wskrzeszenie Łazarza
  2. Spotkanie w Betanii z Marią, Martą i Łazarzem
  3. Wjazd Jezusa do Jerozolimy
  4. Jezus wypędza przekupniów ze świątyni
  5. Ostatnia wieczerza
  6. Modlitwa w Ogrójcu
  7. Pojmanie Jezusa
  8. Jezus przed Najwyższym Kapłanem
  9. Naigrawanie
- IX rząd
  1. Chrystus przed Piłatem
  2. Jezus przed Herodem
  3. Biczowanie
  4. Cierniem koronowanie
  5. Ecce homo
  6. Piłat umywa ręce
  7. Niesienie krzyża
  8. Ukrzyżowanie
  9. Zdjęcie z krzyża
- X rząd
  1. Złożenie do grobu
  2. Jezus schodzi do otchłani
  3. Zmartwychwstanie
  4. Trzy Marie przychodzą do grobu
  5. Noli me tangere
  6. Niewierny Tomasz
  7. Wniebowstąpienie
  8. Zesłanie Ducha Świętego
  9. Sąd Ostateczny